# Halže
Halže (niem. Hals) – miejscowość i gmina (obec) w Czechach, w kraju pilzneńskim, w powiecie Tachov. W 2022 roku liczyła 967 mieszkańców.